# Логотерапија
Логотерапија је дословно, „лечење смислом”, при чему човек може да опстане у свим условима само онда ако има безусловну веру у безусловни смисао живота. Темељи се на уверењу да је најснажнији људски мотив „воља за смислом”.
Логотерапија је облик егзистенцијалне терапије који је развио неуролог и психијатар Виктор Франкл. Заснована је на претпоставци да је примарна мотивациона снага појединаца проналажење смисла у животу.
Логотерапија се заснива на егзистенцијалној анализи фокусирајући се на Кјеркегорову вољу за смислом, за разлику од Адлерове Ничеовске доктрине воље за моћи или Фројдове воље за задовољством. Уместо моћи или задовољства, логотерапија се заснива на веровању да је тежња ка проналажењу смисла у животу примарна, најмоћнија мотивациона и покретачка снага код људи.

## Основни принципи
Појам логотерапије настао је од грчке речи. Франклов концепт се заснива на претпоставци да је примарна мотивациона снага појединца проналажење смисла у животу.
Основни принципи логотерапије су: 
- Живот има смисао у свим околностима, чак и у најнесрећнијим.
- Наша главна мотивација за живот је наша воља да пронађемо смисао у животу.
- Имамо слободу да пронађемо смисао у ономе што радимо и ономе што доживљавамо, или барем у ставу који заузимамо када се суочимо са ситуацијом непроменљиве патње.[5]

Људски дух који се помиње у неколико претпоставки логотерапије, по Франкловом мишљењу,  је воља људског бића. Нагласак је, дакле, на потрази за смислом, што није нужно потрага за Богом или било којим другим натприродним бићем.
Франкл је приметио да може бити психолошки штетно када је потрага особе за смислом блокирана. Позитивна животна сврха и значење били су повезани са јаким религиозним уверењима, чланством у групама, посвећеношћу циљу, животним вредностима и јасним циљевима. Теорије развоја одраслих и зрелости укључују концепт сврхе живота. Зрелост наглашава јасно разумевање животне сврхе, усмерености и намерности, што доприноси осећају да је живот смислен.

### Откривање смисла
Према Франклу, „Овај смисао у животу можемо открити на три различита начина: (1) стварањем дела или чињењем дела; (2) доживљавањем нечега или сусретом са неким; и (3) ставом који заузимамо према неизбежној патњи“ и да се „све може одузети човеку осим једне ствари: последње људске слободе – да изабере свој став у било ком датом скупу околности“. О значењу патње, Франкл наводи следећи пример:
```
„Једном ме је један старији лекар опште праксе контактирао због тешке депресије. Није могао да преболи губитак супруге која је умрла две године раније и коју је волео изнад свега. Како бих му сада могао помоћи? Шта да му кажем? Уздржао сам се да му било шта кажем, већ сам га уместо тога суочио са питањем: „Шта би се десило, докторе, да сте ви прво умрли и да би ваша жена морала да преживи без вас?“ „Ох“, рекао је, „за њу би ово било страшно; како би само патила!“ На шта сам одговорио: „Видите, докторе, таква патња јој је поштеђена,  ви сте је поштедели ове патње;“ „али сада, мораш да платиш за то тако што ћеш преживети и оплакати је.“ Није рекао ни реч,  руковали смо се и мирно је напустио канцеларију".
[
9
]
```

Франкл је нагласио да је схватање вредности патње смислено само када прве две креативне могућности нису доступне  и само када је таква патња неизбежна – није предлагао да људи непотребно пате. 